# Hélène (mythologie)
Pour les articles homonymes, voir Hélène et Hélène de Troie.
Pour un autre personnage mythologique, voir Hellen.
Dans la mythologie grecque, Hélène (en grec ancien Ἑλένη / Helénê) est la fille de Zeus et de Léda, et sœur de Clytemnestre, Castor et Pollux, Philonoé et Timandra. Selon la légende, elle était la plus belle femme du monde, surpassée à ce titre par la seule déesse Aphrodite. Elle était mariée à Ménélas, roi de Sparte, avant d'être enlevée par Pâris, prince troyen, ce qui déclencha la guerre de Troie qui opposa Grecs et Troyens.

## Étymologie

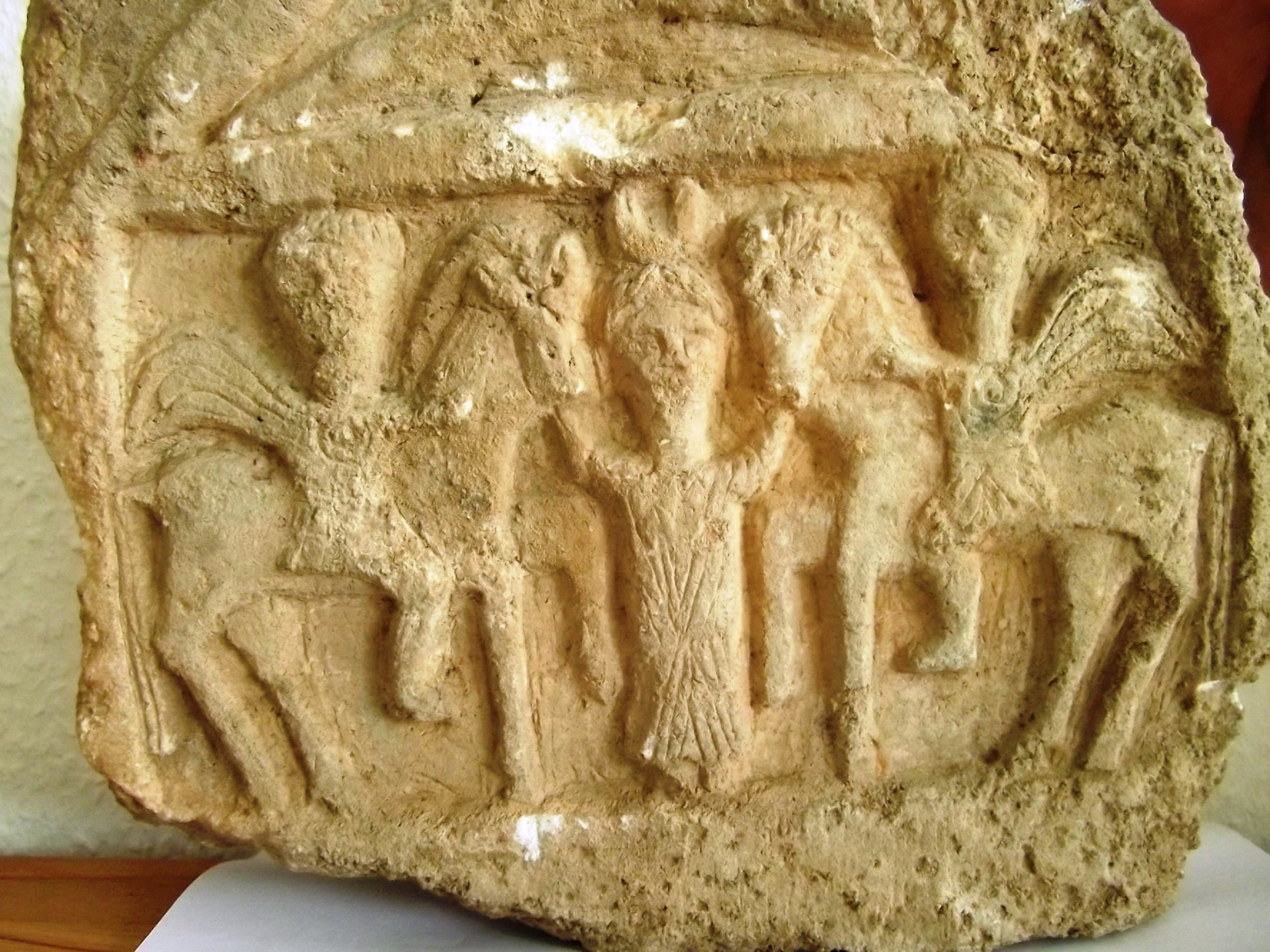
Relief romain représentant Hélène et les Dioscures,.

L'étymologie du nom d'Hélène continue d'être un problème pour les chercheurs. Georg Curtius a lié Hélène (Ἑλένη) à la lune, Séléné (Σελήνη). Émile Boisacq considérait Ἑλένη comme dérivant du nom bien connu ἑλένη signifiant « torche ». Il a également été suggéré que le λ de Ἑλένη provenait d'un ν original, et donc l'étymologie du nom serait liée à la racine de Vénus. Linda Lee Clader, cependant, ne considère aucune de ces suggestions comme satisfaisante.
Plus récemment, Otto Skutsch a avancé la théorie selon laquelle le nom Hélène pourrait avoir deux étymologies distinctes, qui appartiennent respectivement à des figures mythologiques différentes, à savoir *Sṷelenā (lié au sanskrit svaraṇā « la brillante ») et *Selenā, la première déesse spartiate, reliée à l'un ou l'autre phénomène de lumière naturelle (en particulier au feu de Saint-Elme) et sœur des Dioscures, la seconde une déesse de la végétation adorée à Thérapné sous le nom de Ἑλένα Δενδρῖτις (« Hélène des arbres »).
D'autres ont lié l'étymologie du nom à une hypothétique déesse du soleil proto-indo-européenne, notant le lien du nom avec le mot « soleil » dans diverses cultures indo-européennes,. En particulier, son mythe de mariage peut être lié à un « drame du mariage » indo-européen plus large de la déesse du soleil. De plus, elle est liée aux jumeaux divins, tout comme beaucoup de ces déesses le sont. Martin L. West a donc proposé qu'une Hélène (« maîtresse de la lumière du soleil ») puisse être construite sur le suffixe protoindo-européen -nā (« maîtresse de »), connotant une divinité contrôlant un élément naturel.
Aucune des sources étymologiques ne semble soutenir l'existence, sauf par coïncidence uniquement, d'un lien entre le nom d'Hélène et le nom par lequel les Grecs classiques se décrivaient couramment, à savoir Hellènes, d'après Hellen (prononcé /ˈhɛlɪn/, en grec ancien  Ἕλλην), l'ancêtre mythologique des Grecs.

## Origine et jeunesse

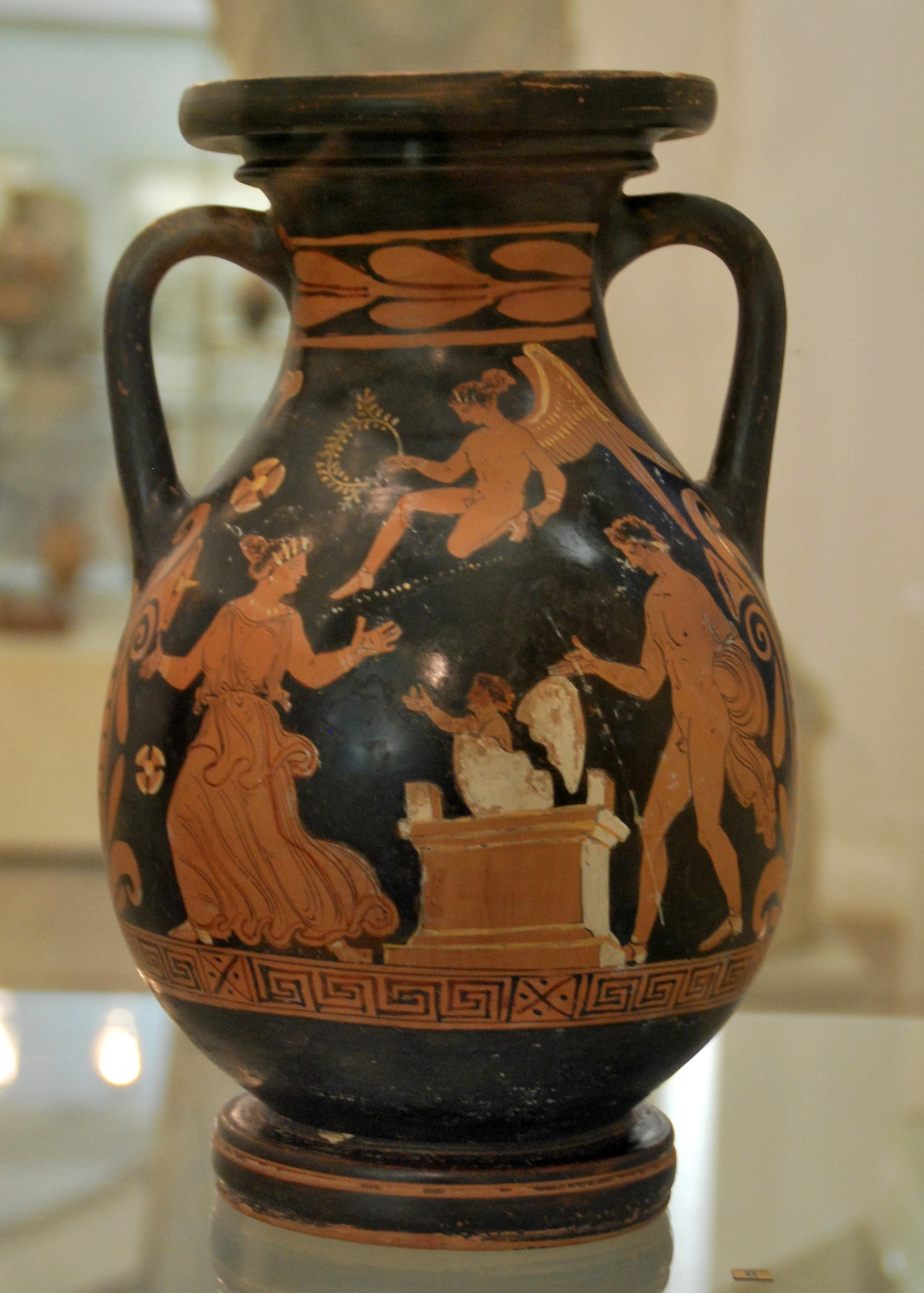
Pélikè à figures rouges des Pouilles avec la naissance d'Hélène d'un œuf, à gauche la mère d'Hélène Léda, à droite un berger avec un bâton, au-dessus d'Éros avec une couronne. environ. 360/350 av. J.-C., Antikensammlung Kiel

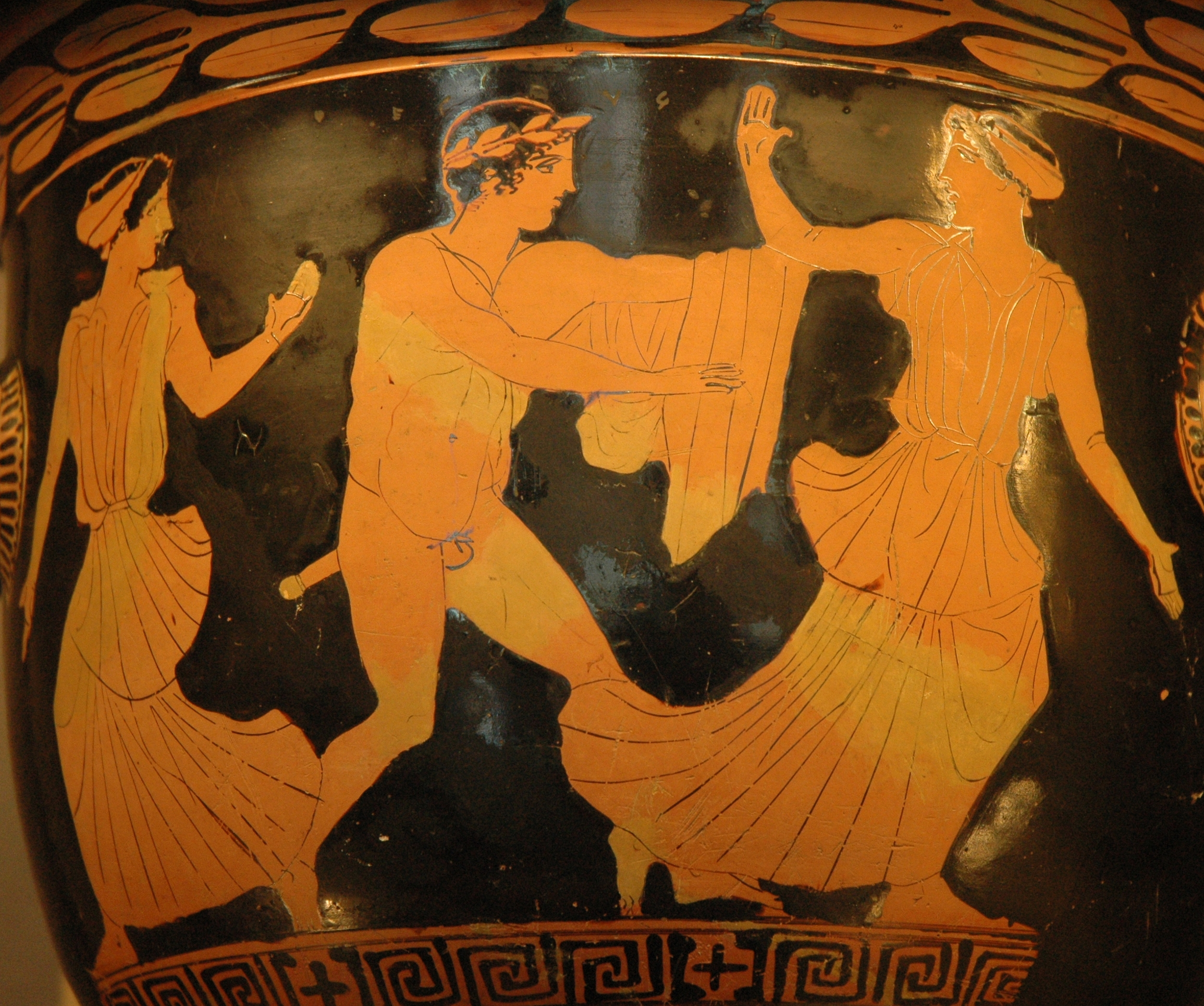
Thésée poursuivant une femme, probablement Hélène. Face A d'un cratère en cloche attique à figures rouges, v. 440-430 av. J.-C.

Léda, femme de Tyndare, roi de Sparte, engendra quatre enfants : les jumeaux Castor et Pollux, Clytemnestre et Hélène. Mais Hélène et Pollux étaient en réalité les enfants de Zeus. Selon l'une des versions de la légende, Zeus rendit visite à Léda sous la forme d'un cygne ; de cette union, Léda pondit un œuf d'où sortirent les deux enfants divins.
Selon la légende, Hélène était considérée comme la plus belle femme au monde, et sa beauté attirait la convoitise masculine. Inspiratrice d'innombrables passions, elle fut enlevée par Thésée dans sa jeunesse, qui l'emporta en Attique. Mais elle fut secourue par ses frères alors que Thésée s'était absenté pour se rendre aux Enfers.

## Les prétendants et le «serment de Tyndare»
Lorsqu'elle fut en âge de se marier, tous les chefs de Grèce briguèrent sa main (cf. ci-dessous). Comme leur rivalité risquait d'embraser la Grèce, sur la suggestion d'Ulysse, son père Tyndare sacrifia un cheval, fit monter les prétendants sur sa peau et prêter un serment solennel : peu importe celui qui serait choisi, ils promettaient de lui porter secours tous ensemble si jamais quiconque tentait de lui ravir son épouse.
| Apollodore (Bibliothèque, III, 10, 8) | Hésiode Catalogue des femmes (fr. 68) | Hygin (Fables, LXXXI, XCVII) |
| ------------------------------------- | ------------------------------------- | ---------------------------- |
| Agapénor                              |                                       | Agapénor                     |
| Ajax fils d'Oïlée                     |                                       | Ajax fils d'Oïlée            |
| Ajax fils de Télamon                  | Ajax fils de Télamon                  | Ajax fils de Télamon         |
|                                       | Alcméon                               |                              |
| Amphiloque                            | Amphiloque                            |                              |
| Amphimaque (es)                       |                                       | Amphimaque                   |
|                                       |                                       | Ancée                        |
| Antiloque                             |                                       | Antiloque                    |
| Ascalaphe                             |                                       | Ascalaphe                    |
|                                       |                                       | Blaniros                     |
|                                       |                                       | Clytios                      |
| Diomède                               |                                       | Diomède                      |
| Éléphénor                             | Éléphénor                             | Éléphénor                    |
| Épistrophe                            |                                       |                              |
| Eumélos                               |                                       | Eumélos                      |
| Eurypyle                              |                                       | Eurypyle                     |
| Ialmène                               |                                       |                              |
|                                       | Idoménée                              | Idoménée                     |
| Léitos                                |                                       |                              |
| Léontée                               |                                       | Léontée                      |
|                                       | Lycomède                              |                              |
| Machaon                               |                                       | Machaon                      |
| Mégès                                 |                                       | Mégès                        |
| Ménélas                               | Ménélas                               | Ménélas                      |
| Ménesthée                             | Ménesthée                             | Ménesthée                    |
|                                       |                                       | Mérion                       |
|                                       |                                       | Nirée                        |
| Patrocle                              |                                       | Patrocle                     |
| Pénélée                               |                                       | Pénélée                      |
|                                       |                                       | Phémios                      |
|                                       |                                       | Phidippos                    |
| Philoctète                            | Philoctète                            | Philoctète                   |
| Podalire                              |                                       | Podalire                     |
| Schédios                              |                                       |                              |
| Ulysse                                | Ulysse                                | Ulysse                       |

## La guerre de Troie

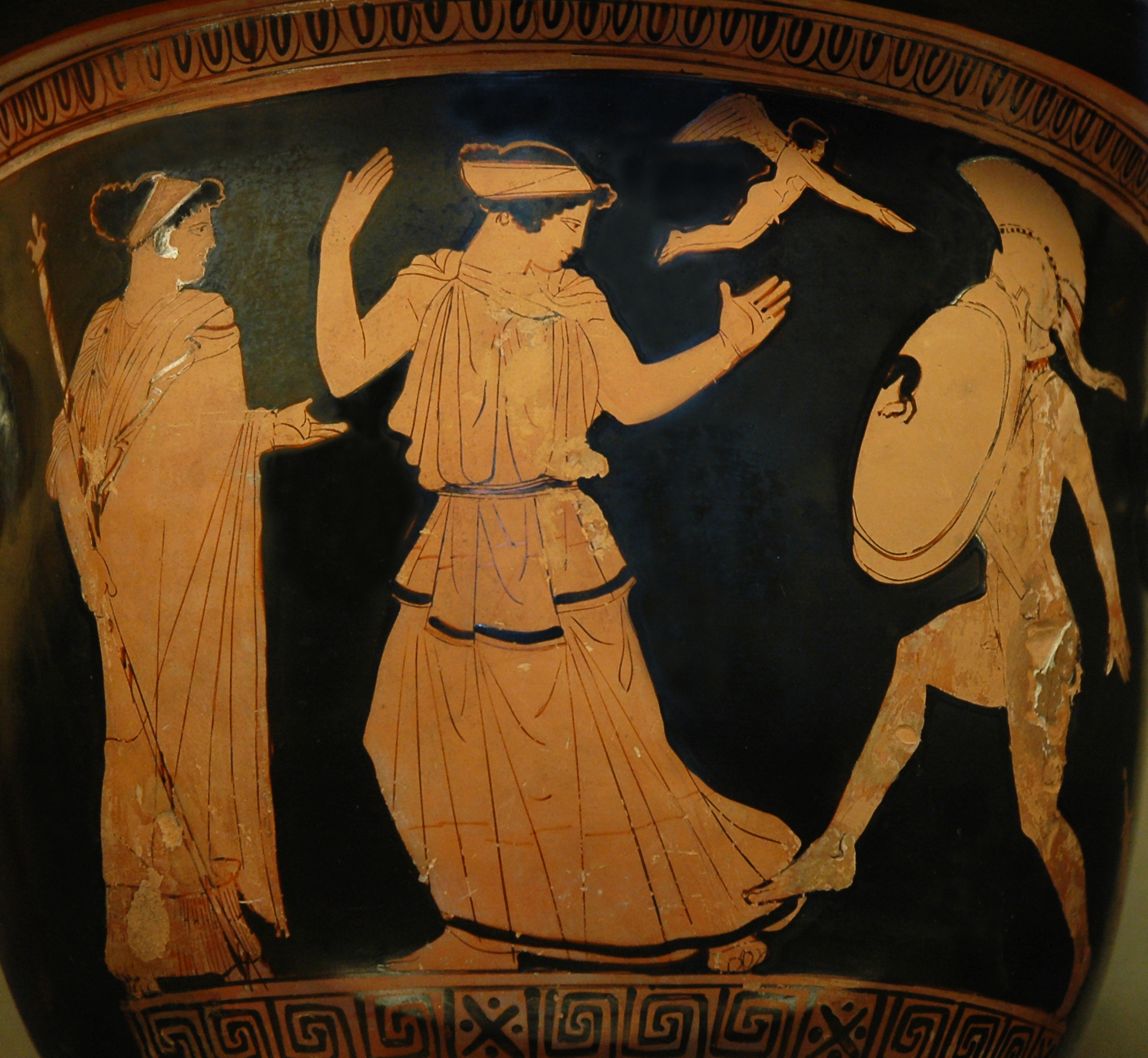
Ménélas a l'intention de tuer Hélène mais, frappé par sa beauté, il lâche son épée. Un Éros volant et Aphrodite, à gauche d'Hélène, regardent la scène. Détail d'un cratère attique à figures rouges, 450-440 av. J.-C., découvert à Gnathia (actuelle Egnazia, Italie), musée du Louvre

Selon les variantes de la légende, Hélène choisit elle-même le plus beau des princes — mais non le plus spirituel —, ou bien ce fut Tyndare qui prit la décision, préférant le plus riche, mais non le plus agréable à sa fille. Hélène épousa Ménélas, devenant ainsi reine de Sparte, et lui donna une fille, Hermione. Plusieurs années plus tard, alors que Ménélas s'était absenté pour aller en Crète, le prince troyen Pâris arriva à Sparte et charma la belle Hélène. Selon certaines versions, il la séduisit grâce à l'intervention d'Aphrodite et la persuada de s'enfuir avec lui, ou bien il l'enleva et l'emmena à Troie. La déesse Aphrodite lui avait en effet accordé l'amour de la plus belle femme au monde à la suite du jugement de Pâris, qui impliquait la pomme de discorde. Furieux de cet affront, Ménélas se rendit auprès de son frère Agamemnon, le plus puissant des rois grecs, et tous deux montèrent une immense expédition pour aller à Troie détruire la ville et récupérer Hélène. Selon le serment prêté peu avant le mariage d’Hélène, tous les anciens prétendants furent contraints de participer à la guerre qui se préparait.
Cette guerre dura dix ans. C'est sur les Portes Scées de la ville de Troie qu'Hélène est invitée par Priam, aux côtés des sages troyens, pour lui présenter les chefs grecs que l'on perçoit au loin ; c'est aussi ici, que contrairement à de nombreux Troyens, il lui témoigne son soutien, et la prie de ne pas se reprocher d'être cause de la guerre, dont il se déclare seul responsable. Ménélas et Pâris s'affrontent en duel pour l'amour d'Hélène, chacun protégé par ses déesses protectrices, mais le duel tourne à l'avantage du roi de Sparte et le Troyen n'est sauvé dans son duel que par Aphrodite, qui le soustrait au combat et dépose dans sa propre chambre. Finalement, grâce à une ruse d'Ulysse, les Grecs parviennent avec le Cheval de Troie à s'emparer de la ville, qu'ils détruisent totalement. Ménélas fait partie des Grecs qui s'introduisent dans la ville et retrouve son épouse.
Ménélas ayant récupéré sa femme, il a tout d'abord l'intention de la tuer à cause de sa trahison, mais devant son immense beauté, il s'éprend de nouveau d'elle et la ramène avec lui. Pendant le voyage de retour, qui dura huit ans, ils s'arrêtèrent en Crète, à Chypre, en Libye, en Phénicie, puis en Égypte. 
Dans son ouvrage Description de la Grèce, Pausanias décrit une statue d'Hélène suspendue à un arbre, à Rhodes, et explique qu'une tradition locale raconte qu'elle a été tuée par Polyxo, reine de Rhodes : selon le voyageur du IIe siècle de notre ère, après la mort de Ménélas, Hélène fut chassée de Sparte et se réfugia à Rhodes. Mais Polyxo, qui l'avait accueillie sur son île, désespérée par la mort de son époux, tué devant Troie, l'accusa de ce malheur. Elle la fit alors étouffer dans son bain par ses servantes et fit suspendre son cadavre à un arbre. 
Joël Schmidt écrit dans son Dictionnaire de la mythologie grecque et romaine qu' « Hélène dont la grâce avait désarmé tant de farouches héros, d'ennemis irréductibles, eut, selon quelques versions, une fin digne de son exceptionnelle destinée : comme Protée l'avait prédit dans l'Odyssée, les dieux lui accordèrent l'immortalité et la faveur de vivre éternellement en compagnie de Ménélas dans les  Champs Élysées. Selon une autre version, après avoir disparu de la Terre, elle épousa Achille, l'un des rares héros, qui, en raison de sa jeunesse, n'avait pas figuré au nombre des prétendants. Leurs noces eurent lieu dans les Îles des Bienheureux, l'île Blanche, et furent bénies par la naissance d'un fils ailé, Euphorion, qui, dédaignant quelques années plus tard l'amour de Zeus, fut foudroyé ».

## Dans l’Énéide

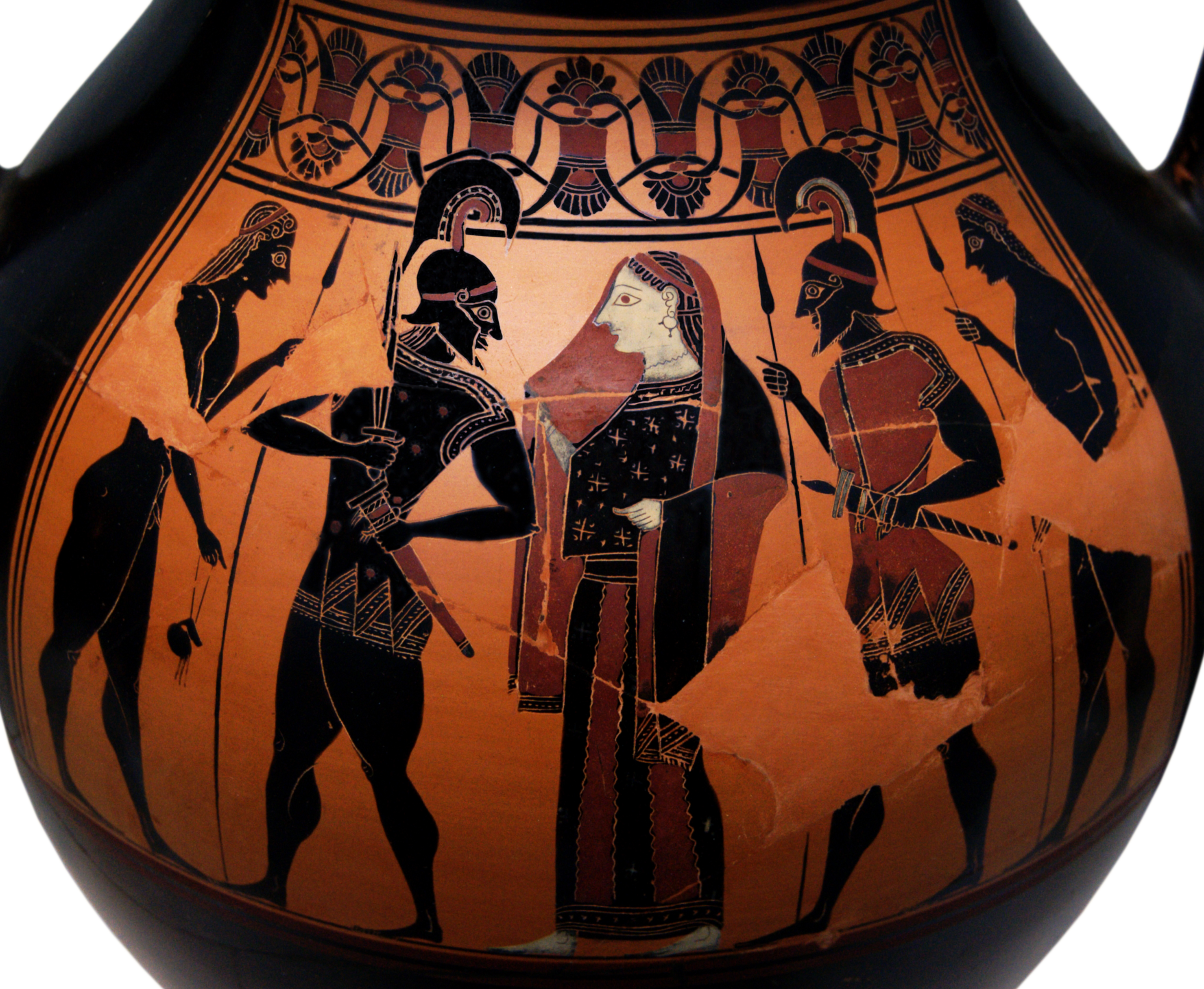
Récupération d'Hélène par Ménélas. Face B d'une amphore attique à figures noires, vers 550 av. J.-C., provenant de Vulci

L’Énéide présente une version différente de celle du Cycle troyen. Selon le récit de Virgile, quand Philoctète tue Pâris, Déiphobe rivalise avec son frère Hélénos pour la main d'Hélène, et l'emporte. 
Selon le récit que Déiphobe fait à Énée lorsqu'il le rencontre aux enfers dans le chant VI de l'Énéide, c'est Hélène qui fit signe aux troupes grecques restées à l'extérieur de s'approcher une fois les soldats sortis du cheval, et c'est avec la complicité d'Hélène que Ménélas put ensuite tuer Déiphobe dans son lit :

« Quand ce colosse altier apportant le trépas
Entrait gros de malheurs, d'armes et de soldats, [...]
Hélène secondait ce colosse guerrier [...], 
Secouait une torche, et, des tours d'Ilion,
Appelait et la Grèce et la destruction.
Je sommeillais alors : ce sommeil homicide,
Du repos de la mort avant-coureur perfide,
À mes vils ennemis livrait un malheureux.
Ma tendre épouse alors, ce cœur si généreux,
Écarte du palais les armes qu'il recèle,
Dérobe à mon chevet ma défense fidèle,
Ce glaive qui, la nuit, protégeait mon sommeil;
Appelle Ménélas à mon affreux réveil :
Il entre; et dans l'instant sa lâche perfidie
Lui livre mon palais, mes armes et ma vie.
Sans doute se flattant, par cette lâcheté,
D'expier envers lui son infidélité. »

— Traduction de Jacques Delille
Déiphobe raconte ainsi cette trahison à Énée, marquant son rôle comme un symbole de la perfidie grecque et du destin tragique des Troyens.

## Culte héroïque dans l'Antiquité
En raison de sa grande beauté, un véritable culte s'est créé autour d'Hélène pour lui rendre hommage. Ainsi, à Sparte, de nombreux objets féminins tels les miroirs, eye-liners, peignes et flacons de parfum lui étaient consacrés. En plus de deux sites majeurs en l'honneur d'Hélène, on trouve également un temple au centre de Sparte et de nombreuses stèles sculptées à son effigie un peu partout dans la ville.
Elle fut l'objet d'un culte héroïque important dans la ville de Sparte. Le Xe Discours de Dion de Pruse rapporte que c'est pour avoir parlé d'Hélène comme Homère que Stésichore fut frappé d'aveuglement, en punition de son mensonge, et que la vue ne lui fut rendue qu'après qu'il se fut dédit. Platon préserve dans le Phèdre la palinodie de Stésichore : privé de la vue par les dieux pour avoir nié les faits homériques, il compose alors un poème dans lequel il se rétracte. Toutefois, la tournure qu'il emploie laisse encore place à l'ambiguïté :

« Non, ce discours n’est pas vrai

tu [Hélène] n’es jamais montée sur les navires aux beaux bancs de rameurs,

tu n’es jamais entrée dans la citadelle de Troie. »

Cette palinodie est également citée par Ovide dans L'Art d'aimer.

## Analyses du mythe

### Hélène et Aphrodite
Dans la continuité de Martin Persson Nilsson, certaines analyses de mythologues considèrent Hélène comme le double humain ou une hypostase de la déesse Aphrodite. 
Linda Lee Clader soutient ainsi que certains traits attribués à Hélène dans les récits épiques, tels que sa beauté irrésistible et son rôle de catalyseur de conflits, reflètent des attributs typiquement associés à Aphrodite. Elle souligne que dans l'Iliade, Hélène est étroitement associée à Aphrodite à plusieurs reprises. Par exemple, dans le chant 3, Aphrodite intervient directement pour ramener Hélène auprès de Paris après le duel entre Ménélas et Paris. Elle analyse aussi la manière dont Aphrodite est responsable, dans plusieurs versions du mythe, de l’union entre Hélène et Paris, soulignant ainsi son rôle central dans le déroulement des événements menant à la guerre de Troie. L’auteure explore également les cultes historiques rendus à Hélène dans certaines régions de la Grèce, comme Sparte, où elle est parfois vénérée aux côtés de Ménélas, ou même seule. Cela suggère qu’Hélène pourrait avoir été, à une époque antérieure, une divinité locale, avant de devenir une héroïne dans les récits épiques. 
Walter Burkert a également souligné les parallèles entre Hélène et Aphrodite, notamment à travers leur association avec l'éros et le rôle des passions dans les récits mythologiques.

### Hélène et la magie

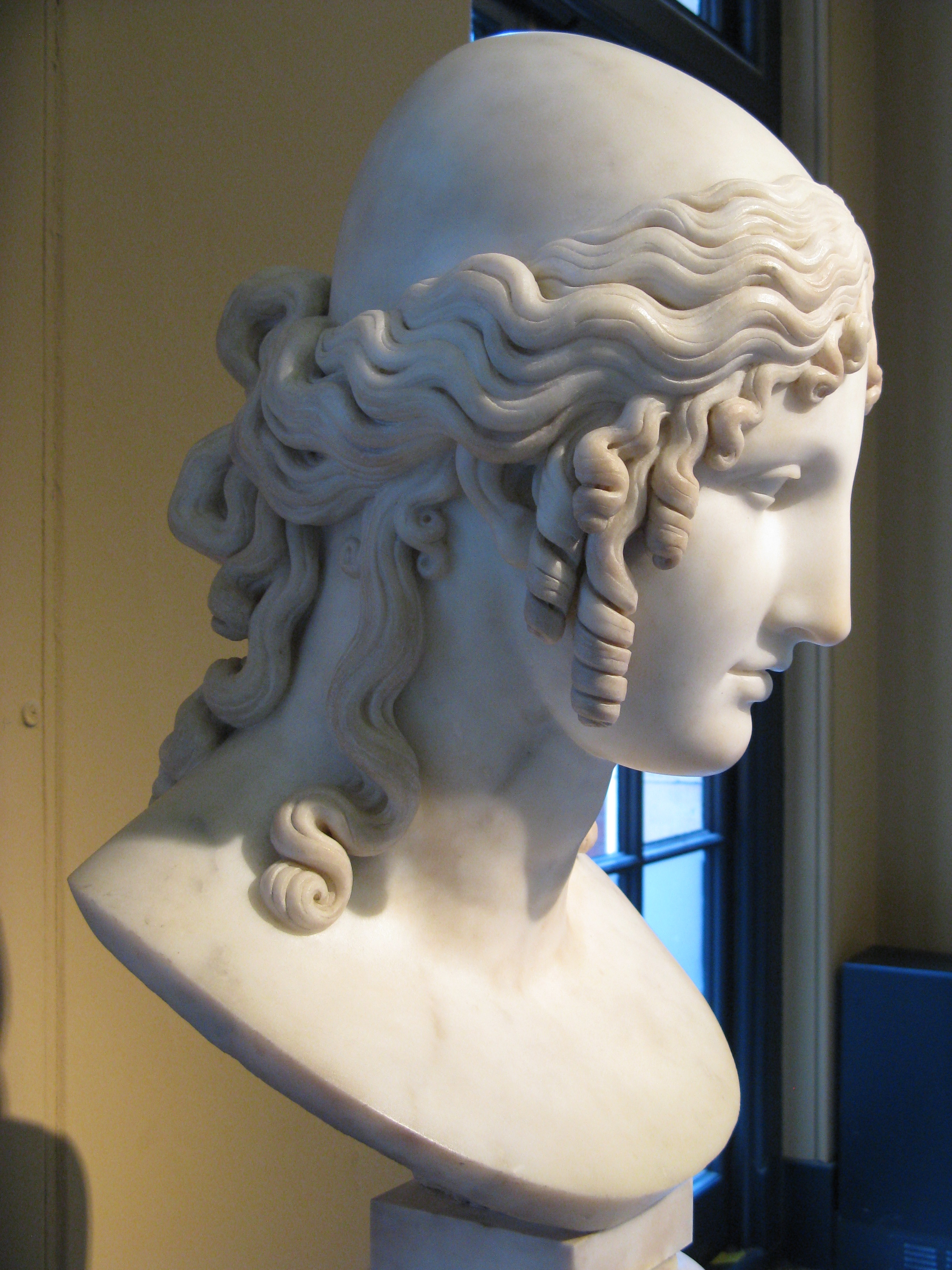
Hélène portant un pileus. Buste d'Antonio Canova (1757-1822) au Victoria and Albert Museum.

D'après Charles Victor Daremberg et Edmond Saglio, il semble qu'Hélène pratiquait la sorcellerie, ou la magie : elle utilisait des potions, qu'une femme, Polydamna, lui avait données en Égypte, comme on le lit dans l'Odyssée d'Homère, au Chant IV, où elle utilise un baume magique, le népenthès (de) qui fait oublier les malheurs, afin que ses convives retrouvent le plaisir du banquet gâché par le souvenir d'Ulysse disparu.

« Et alors Hélénè, fille de Zeus, eut une autre pensée, et, aussitôt, elle versa dans le vin qu'ils buvaient un baume, le népenthès, qui donne l'oubli des maux. Celui qui aurait bu ce mélange ne pourrait plus répandre des larmes de tout un jour, même si sa mère et son père étaient morts, même si on tuait devant lui par l'airain son frère ou son fils bien-aimé, et s'il le voyait de ses yeux. Et la fille de Zeus possédait cette liqueur excellente que lui avait donnée Polydamna, femme de Thôs, en Aigyptiè, terre fertile qui produit beaucoup de baumes, les uns salutaires et les autres mortels. Là tous les médecins sont les plus habiles d'entre les hommes, et ils sont de la race de Paièôn. »

Elle pouvait aussi imiter les voix et attirer les hommes à la manière des Sirènes, comme elle le fit durant la Guerre de Troie, ainsi que le raconte Homère dans l'Odyssée, Chant IV, alors que les Grecs se trouvaient dans la ville cachés dans le cheval de Troie. La nuit tombée, elle fit trois fois le tour de la construction en appelant chacun des chefs avec la voix de son épouse pour les faire sortir malgré eux, au risque de donner l'avantage aux Troyens, ainsi que le lui rappelle Ménélas, son mari. Ulysse arrive à empêcher les chefs grecs de sortir.

« je n'ai jamais vu de mes yeux un cœur tel que celui du patient Odysseus, ni ce que ce vaillant homme fit et affronta dans le cheval bien travaillé où nous étions tous entrés, nous, les princes des Argiens, afin de porter le meurtre et la kèr aux Troiens. Et tu vins là, et sans doute un dieu te l'ordonna qui voulut accorder la gloire aux Troiens, et Dèiphobos semblable à un dieu te suivait. Et tu fis trois fois le tour de l'embûche creuse, en la frappant ; et tu nommais les princes des Danaens en imitant la voix des femmes de tous les Argiens ; et nous, moi, Diomèdès et le divin Odysseus, assis au milieu, nous écoutions ta voix. Et Diomèdès et moi nous voulions sortir impétueusement plutôt que d'écouter de l'intérieur, mais Odysseus nous arrêta et nous retint malgré notre désir. Et les autres fils des Akhaiens restaient muets, et Antiklos, seul, voulut te répondre : mais Odysseus lui comprima la bouche de ses mains robustes, et il sauva tous les Akhaiens ; et il le contint ainsi jusqu'à ce que Pallas Athènè t'eût éloignée. »

Ces capacités particulières d'Hélène sont connues dans l'antiquité et Philostrate, dans sa Vie d'Apollonios de Tyane, rapporte un dialogue entre le philosophe Apollonios et son disciple Damis qui commentent le récit d'Homère, mais ils évoquent aussi la possibilité qu'Hélène ait pratiqué les incantations :

« D'ailleurs à quoi bon parler philosophie à des hommes dont l'esprit est abattu ? - Ce sont précisément ceux qui ont le plus besoin qu'on leur parle et qu'on les réconforte. Rappelez-vous ce qu'Homère dit d'Hélène, qui versait dans une coupe les remèdes égyptiens pour y noyer les chagrins des hommes : ne croyez-vous pas qu'Hélène, qui était instruite dans la sagesse égyptienne, prononçait sur cette coupe certaines paroles magiques, et que c'était à la fois la vertu de ces paroles et celle du vin qui guérissaient les affligés ? - Rien n'est plus probable, dit Damis, s'il est vrai qu'elle soit allée en Égypte, qu'elle y ait connu Protée, ou, comme le dit Homère, qu'elle ait été liée avec Polydamne, épouse de Thon. »

Plus loin dans le texte d'Homère, au chant XV, elle se montre également capable d'interpréter un oracle :

« Et tandis qu’il parlait ainsi, un aigle s’envola à sa droite, portant dans ses serres une grande oie blanche domestique. Les hommes et les femmes le poursuivaient avec des cris ; et l'aigle, s'approchant, passa à la droite des chevaux. Et tous, l'ayant vu, se réjouirent dans leurs âmes ; et le Nestoride Peisistratos dit le premier :
« — Décide, divin Ménélaos, prince des peuples, si un Dieu nous envoie ce signe, ou à toi. »
Il parla ainsi, et Ménélaos cher à Arès songeait comment il répondrait sagement ; mais Hélénè au large péplos le devança et dit :
« — Écoutez-moi, et je prophétiserai ainsi que les Immortels me l'inspirent, et je pense que ceci s'accomplira. De même que l'aigle, descendu de la montagne où est sa race et où sont ses petits, a enlevé l'oie dans les demeures, ainsi Odysseus, après avoir beaucoup souffert et beaucoup erré, reviendra dans sa maison et se vengera. Peut-être déjà est-il dans sa demeure, apportant la mort aux Prétendants. »
Et le prudent Tèlémakhos lui répondit :
« — Puisse Zeus, le tonnant mari de Hèrè, le vouloir ainsi, et, désormais, je t'adresserai des prières comme à une Déesse. »

## Représentations artistiques et hommages

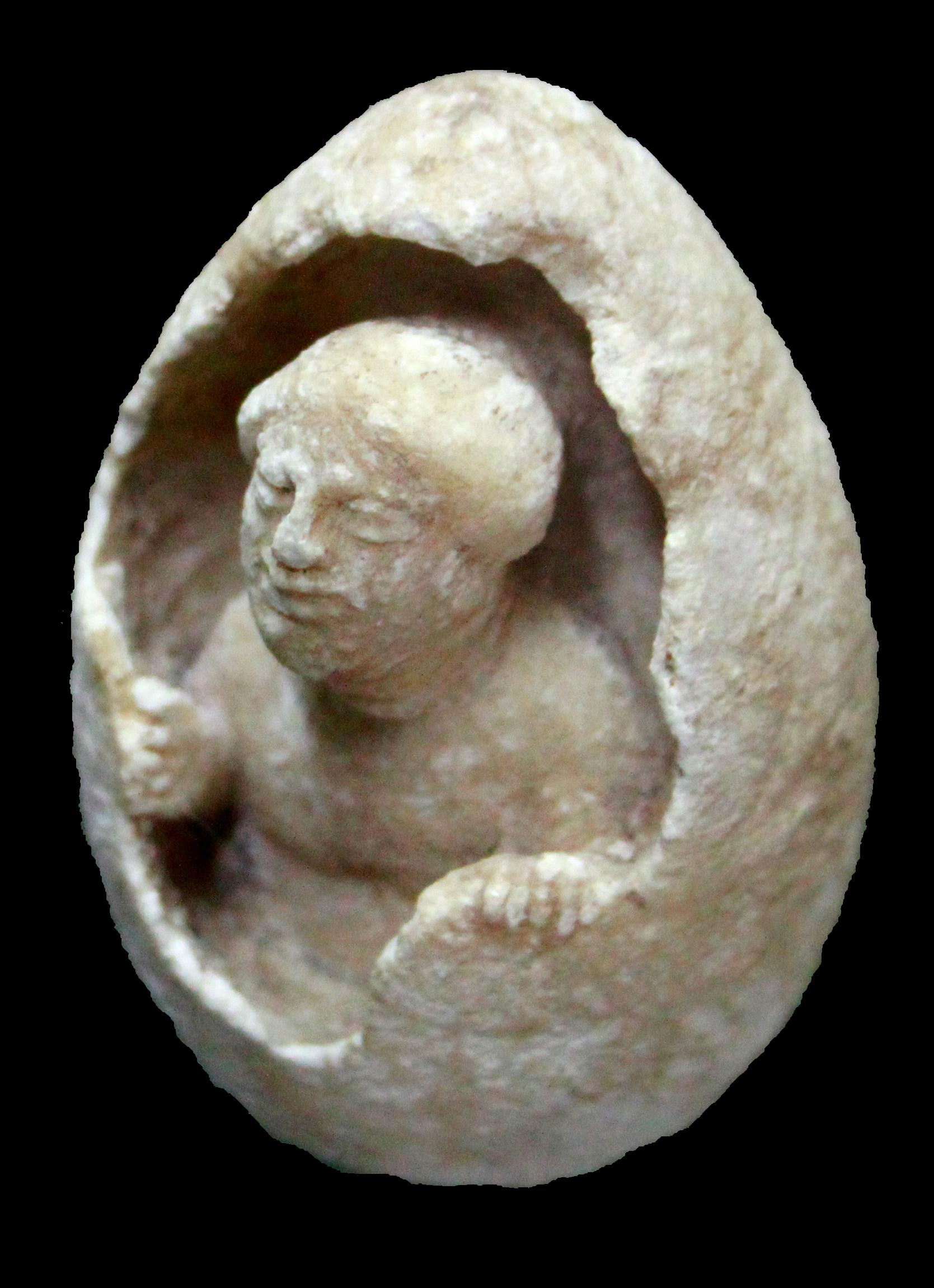
Hélène ekkolapsis (ἐκκόλαψις) « l'éclosion de l'œuf », musée archéologique national de Métaponte

### Antiquité
Depuis l'Antiquité, représenter Hélène a été un défi remarquable. L'histoire de Zeuxis aborde cette question exacte : comment un artiste immortaliserait-il la beauté idéale? Il a finalement sélectionné les meilleurs traits de cinq vierges. Le monde antique commence à représenter Hélène ou à inscrire sa forme sur la pierre, l'argile et le bronze au VIIe siècle av. J.-C. Darès le Phrygien décrit Hélène dans son Histoire de la Chute de Troie : « Elle était belle, ingénue et charmante. Ses jambes étaient les meilleures ; sa bouche la plus mignonne. Il y avait une marque de beauté entre ses sourcils. »
Hélène est souvent représentée sur les vases athéniens comme menacée par Ménélas et fuyant devant lui. Ce n'est cependant pas le cas dans l'art laconien : sur une stèle archaïque représentant la récupération d'Hélène après la chute de Troie, Ménélas est armé d'une épée mais Hélène lui fait face hardiment, le regardant directement dans les yeux ; et dans d'autres œuvres d'art du Péloponnèse, Hélène est représentée portant une couronne, tandis que Ménélas tient son épée verticalement. En revanche, sur les vases athéniens de c. 550–470, Ménélas pointe son épée vers elle.
L'enlèvement par Pâris était un autre motif populaire dans la peinture de vase grec antique ; certainement plus populaire que le kidnapping par Thésée. Dans une célèbre représentation du peintre de vases athénien Macron, Hélène suit Pâris comme une mariée à la suite d'un marié, le poignet saisi par la main de Pâris. Les Étrusques, qui avaient une connaissance avancée de la mythologie grecque, ont démontré un intérêt particulier pour le thème de la livraison de l'œuf d'Hélène, qui est représenté dans des miroirs en relief.

### Iconographie

#### Peinture
Dans la peinture de la Renaissance, le départ d'Hélène est généralement représenté comme une scène d'enlèvement forcé (viol) par Paris. Ce n'est cependant pas le cas de certaines illustrations médiévales. Les artistes des années 1460 et 1470 ont été influencés par l'Historia destructionis Troiae de Guido delle Colonne, où l'enlèvement d'Hélène a été dépeint comme une scène de séduction.

Représentations dans la peinture
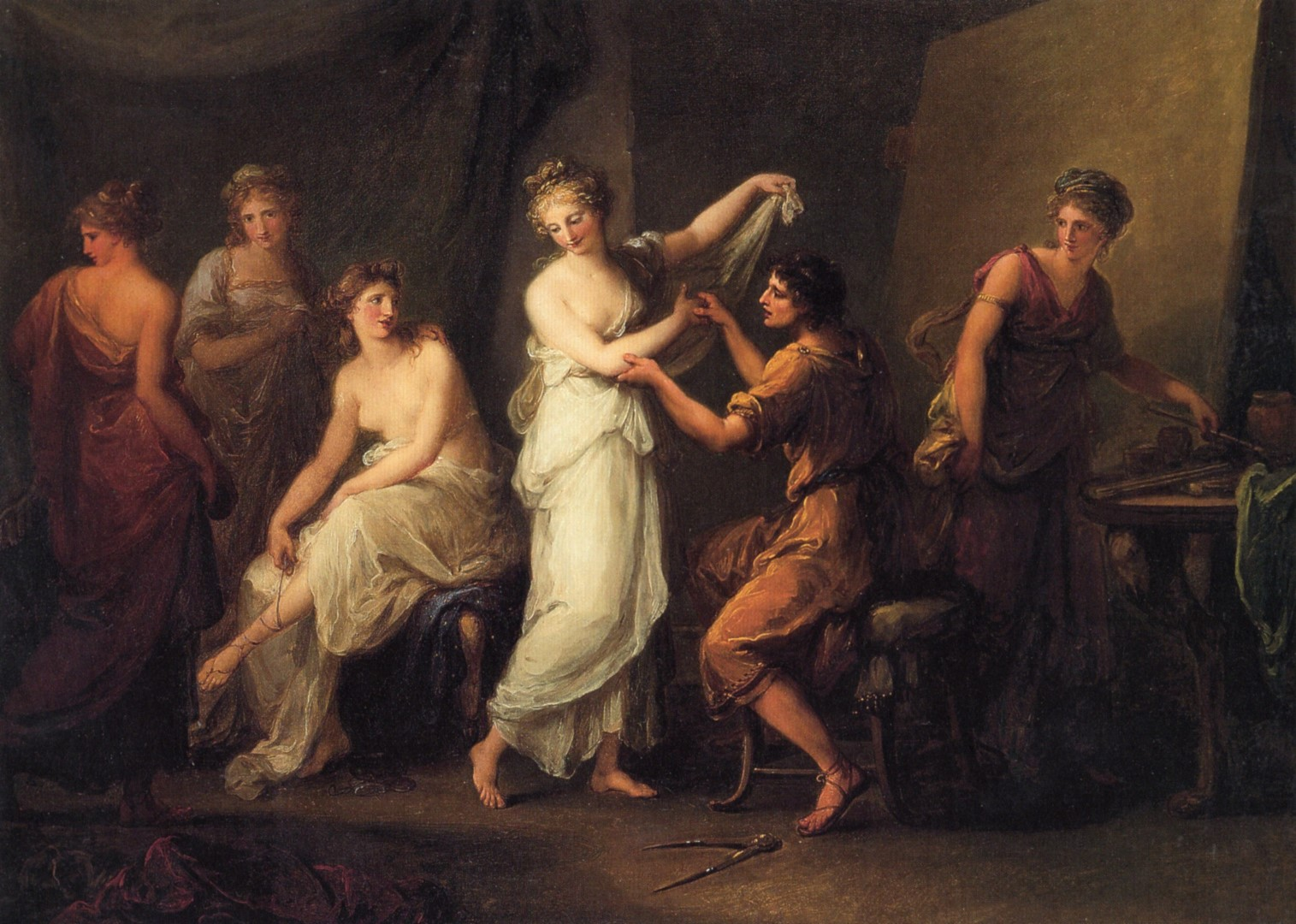
Zeuxis choisissant des modèles pour sa peinture d'Hélène de Troie Angelica Kauffmann, 1778 Providence, université Brown
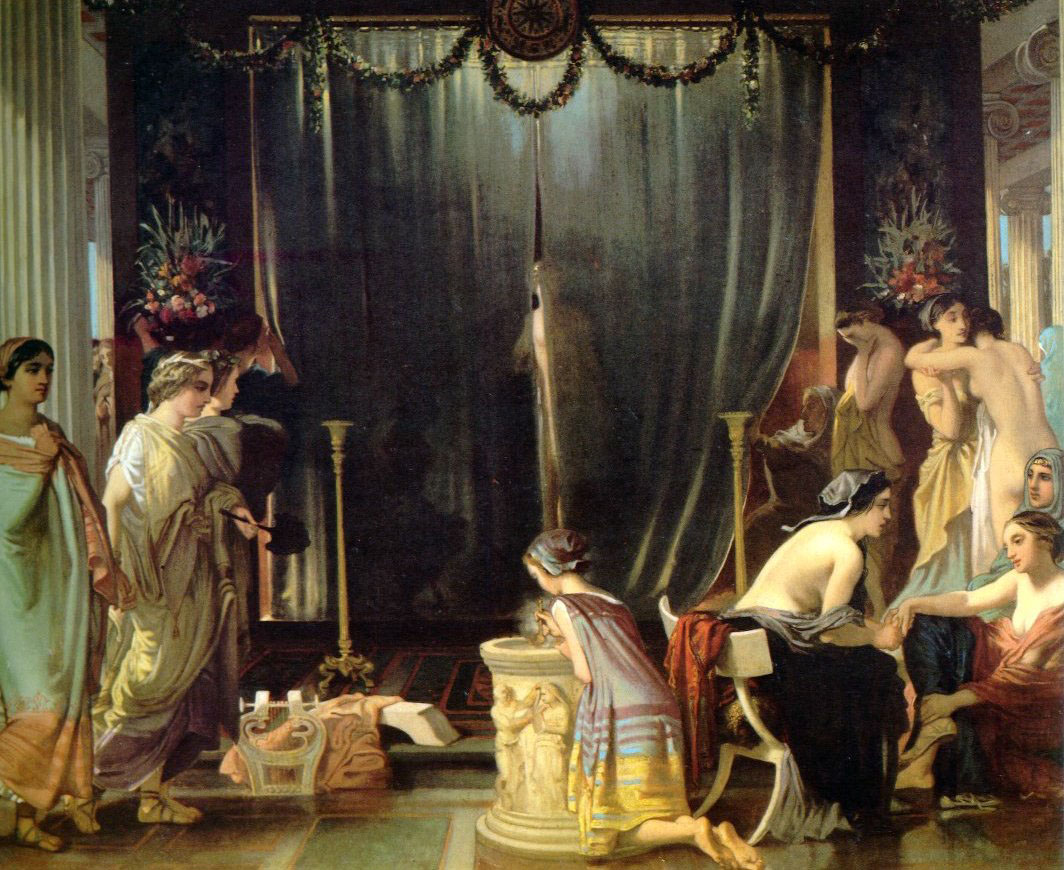
Zeuxis choisissant ses modèles Victor Mottez,1858) musée Condé, Chantilly
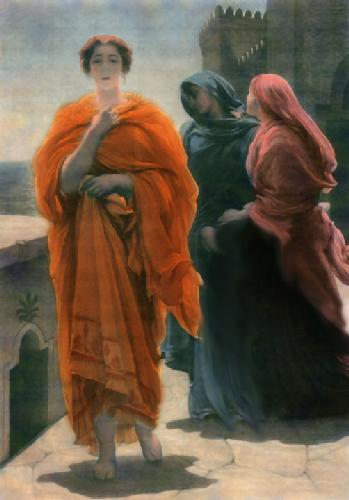
Hélène sur les remparts de Troie : un thème populaire dans l'art de la fin du XIXe siècle - ici une représentation de Frederic Leighton.

#### Tapisserie
Dans la Chronique de l'image florentine, Paris et Hélène partent bras dessus bras dessous, tandis que leur mariage est représenté dans la tapisserie franco-flamande.

### Filmographie

#### Cinéma
En 1927, María Corda l'interprète dans La Vie privée d'Hélène de Troie. En 1956, Rossana Podesta la joue dans Hélène de Troie. En 1957, Dani Crayne l'incarne dans L'Histoire de l'humanité. En 1961, Edy Vessel l'incarne dans La Guerre de Troie. En 2004, Diane Kruger reprend le rôle dans Troie.

#### Télévision
La saison 2 de Les Grands Mythes aborde le rôle d'Hélène dans la Guerre de Troie. Bella Dayne joue son rôle dans Troie : La Chute d'une cité.

### Sculpture
Hélène de Troie est une des 1 038 femmes représentées dans l'œuvre contemporaine de Judy Chicago, The Dinner Party, aujourd'hui exposée au Brooklyn Museum. Cette œuvre se présente sous la forme d'une table triangulaire de 39 convives (13 par côté). Chaque convive étant une femme, figure historique ou mythique. Les noms des 999 autres femmes figurent sur le socle de l'œuvre. Le nom d'Hélène figure sur le socle, elle y est associée à Sophie, sixième convive de l'aile I de la table.

### Littérature

#### Ouvrage antique
Hélène apparait plusieurs fois Dialogues des morts de Lucien de Samosate, où ceux qui voulaient la voir sont déçu de constater que sa beauté n'est plus qu'un tas d'os.

#### Roman
Dans Le Trône de fer (A Song of Ice and Fire, 1996) de George R. R. Martin, le personnage de Lyanna Stark semble directement inspiré d'Hélène de Troie,,,. Dans Éric (1997) de Terry Pratchett, Hélène est parodiée par le personnage d'Hélène de Tsort qui a énormément vieilli lorsque son époux vient la chercher.
Dans Le monstre, Ismail Kadaré transpose l'Iliade dans l'Albanie contemporaine ; l'un des personnages principaux est Léna, qui s'enfuit avec un autre homme le jour de ses fiançailles.

### Opéra
Dans l'opéra bouffe La Belle Hélène (1864), composée par Jacques Offenbach, Hélène est une femme aux sentiments ambigus mais qui finit par profiter de la fatalité.

### Théâtre
Dans la pièce de théâtre La guerre de Troie n'aura pas lieu (1935), Jean Giraudoux présente une Hélène passive, à peine humaine, réduite de façon à la fois grotesque et tragique à son rôle de symbole de la beauté. Parfois évoquée, assez injustement, comme une séductrice vénale, l'Hélène de Giraudoux est avant tout l'incarnation du destin implacable et sourd, contre lequel il est impossible d'aller.

## Bibliographie

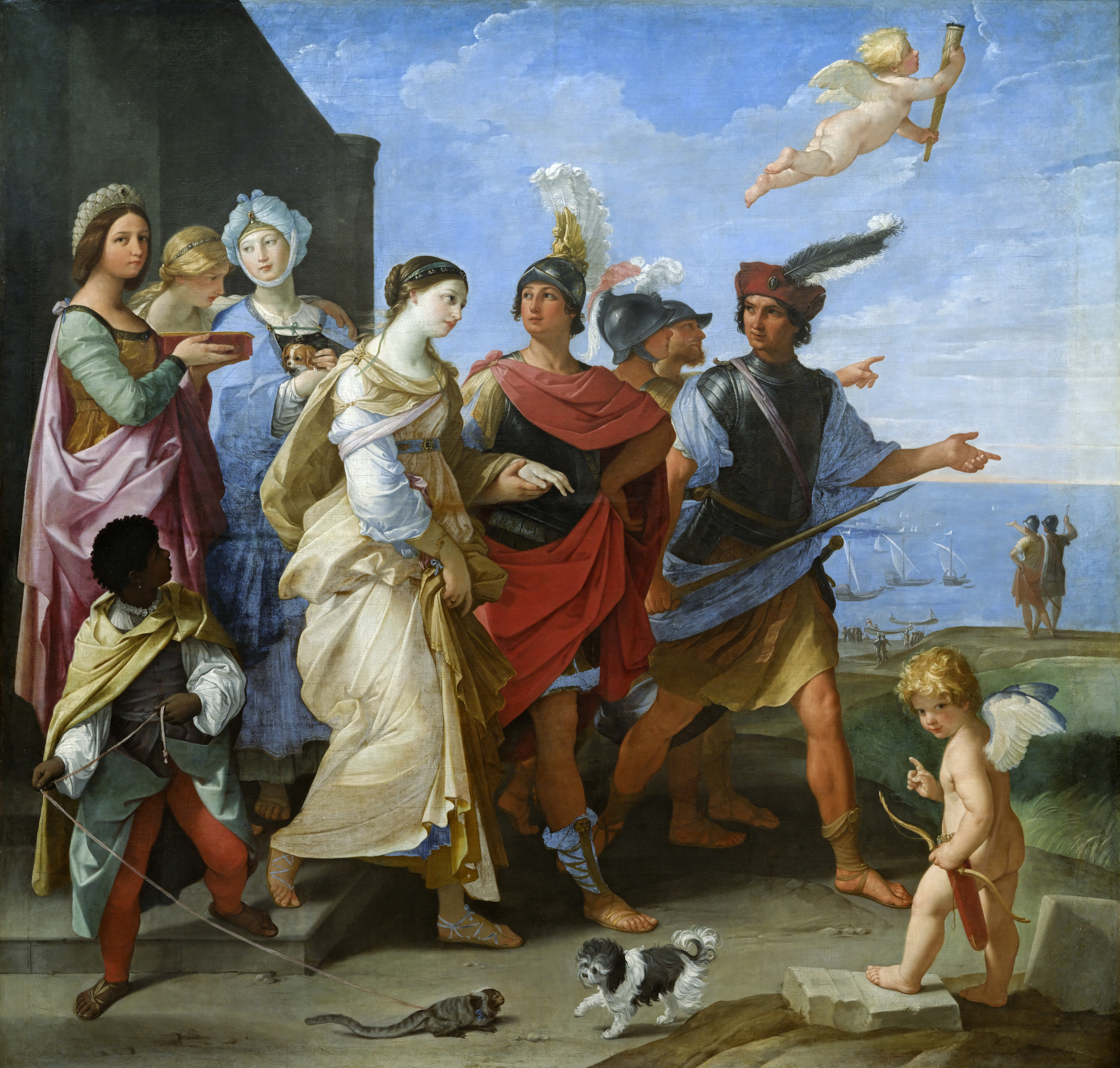
L'Enlèvement d'Hélène, par Guido Reni en 1631.

### Sources antiques
- (en) Le Sac de Troie [détail des éditions] [lire en ligne].
- Catalogue des femmes [détail des éditions] (fr. 68).
- Euripide, Électre [détail des éditions] [lire en ligne].
- Gorgias, Éloge d'Hélène.
- Homère, Iliade [détail des éditions] [lire en ligne], Odyssée [détail des éditions] [lire en ligne].
- Hygin, Fables [détail des éditions] [(la) lire en ligne] (LXXXI, XCVII).
- Isocrate, Éloge d'Hélène.
- Plutarque, Vies parallèles [détail des éditions] [lire en ligne] (Thésée).
- (en) Chants cypriens [détail des éditions] [lire en ligne].

### Sources primaires
- [Carrière et Massonie 1991] Jean-Claude Carrière et Bertrand Massonie, La Bibliothèque d'Apollodore : traduite, annotée et commentée, Besançon, Presses universitaires de Franche-Comté (diff. Paris, Les Belles lettres), coll. « Annales littéraires de l'Université de Besançon / Centre de recherches d'histoire ancienne / Institut Félix-Gaffiot / Lire les polythéismes » (no 443 / 104 / 7 / 3), 1991, 1re éd., 1 vol., 310, 16 × 24 cm (ISBN 2-251-60443-X, EAN 9782251604435, OCLC 300913016, BNF 35495084, DOI 10.3406/ista.1991.2647, SUDOC 002519631, présentation en ligne, lire en ligne [fac-similé]).
- Odyssée (trad. du grec ancien par Victor Bérard), Éditions Gallimard, coll. « Bibliothèque de la Pléiade », 1993 (1re éd. 1955), 1140 p. (ISBN 2-07-010261-0).
- Homère (trad. Robert Flacelière), Iliade, Éditions Gallimard, coll. « Bibliothèque de la Pléiade », 1993 (1re éd. 1955), 1140 p. (ISBN 2-07-010261-0).
- Pseudo-Apollodore, Bibliothèque [détail des éditions] [lire en ligne] (III, 10, 7–III, 11, 1), Épitome [détail des éditions] [lire en ligne] (II, 15–III, 6 ; V, 22 ; VI, 29).

### Sources secondaires
- Jean-Louis Backès, Le mythe d'Hélène, Clermont-Ferrand, Adosa, coll. « Mythes et littérature », 2, 1984, 184 p.  (ISBN 2-86639-101-2)
- Claude Calame, « Hélène. Son culte et l'initiation tribale féminine en Grèce », dans Yves Bonnefoy (dir.), Dictionnaire des mythologies et des religions des sociétés traditionnelles et du monde antique, Paris, Flammarion, 1981, p. 487-491
- Timothy Gantz, Mythes de la Grèce archaïque, Paris, Belin, 2004
- (en) Andrew Brown, « Helen », dans Simon Hornblower, Antony Spawforth et Esther Eidinow (dir.), The Oxford Classical Dictionary, Oxford, Oxford University Press, 2012, 4e éd., p. 653.
- (en) Ruby Blondell, Helen of Troy : Beauty, Myth, Devastation, Oxford, Oxford University Press, 2013
- (en) Linda Lee Clader, Helen. Brill Archive, 1976,  (ISBN 90-04-04721-2).
- (en) Lowell Edmunds, Stealing Helen : The myth of the abducted wife in comparative perspective, Princeton et Oxford, Princteon University Press, 2016